# Cameo (pomme)
Pour les articles homonymes, voir Cameo.

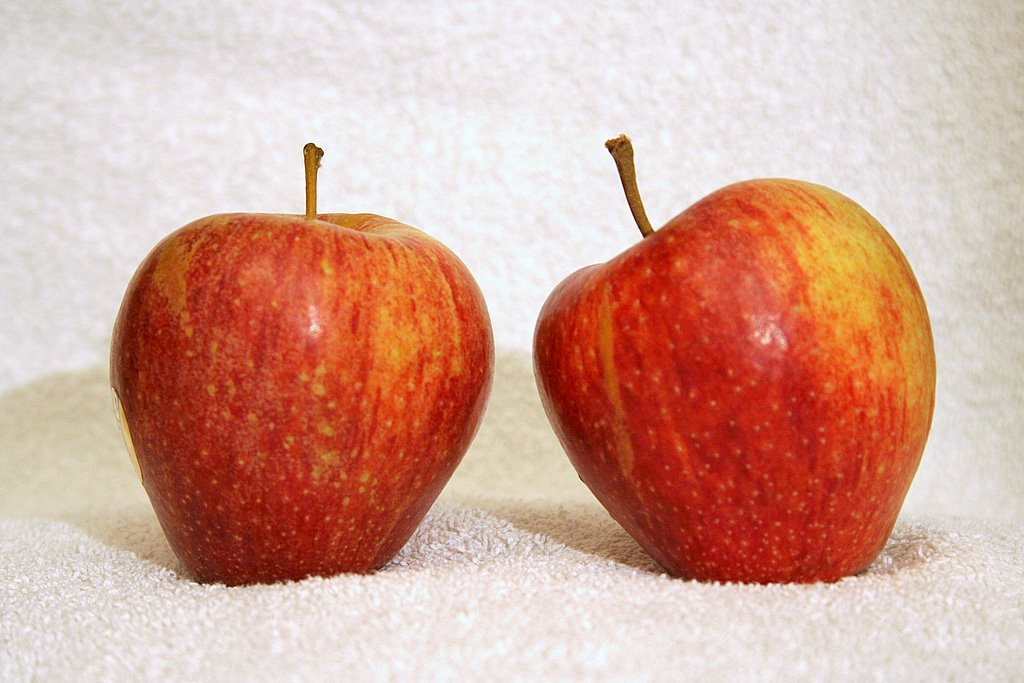
Pommes Cameo

Cameo est le nom d'un cultivar de pomme (initialement appelé Carrousel) issu d'un semis chanceux.

## Origine
En 1987, Darrel Caudle, un arboriculteur de Wenatchee dans l'État de Washington aux États-Unis remarqua dans son verger qu'un de ses pommiers censé être un Red delicious produisait des pommes d'aspect et de saveur différentes. Il obtint un certificat d'obtention végétale pour sa découverte et la variété est vite devenue une des variétés préférées des consommateurs dans le monde entier. L'arbre d'origine est toujours en production sur place.
Ses origines sont incertaines mais ce pourrait être un croisement entre Red Delicious et Golden Delicious, car son verger d'origine produisait ces fruits ; de plus la forme est proche de celle de la Red Delicious.

## Description
Le fruit est moyen à gros, d'un calibre et d'un type uniforme, avec de très bonnes capacités de conservation. La peau est orangée rayée de rouge. Sa chair est ferme et croquante. Sa saveur est bien équilibrée : très juteuse et sucrée.

## Culture
Le Cameo est un pommier domestique moyennement vigoureux avec un port de type II-III.
Sa floraison comme sa mise à fruits sont tardives. La production est abondante et nécessite un éclaircissement si on veut éviter l'alternance de mise à fruit.
La variété est moyennement sensible à l'oïdium et au feu bactérien.
Le Cameo est pollinisé par Gala, Braeburn, Granny Smith, Pommier Evereste.

## Marketing
Comme pour la Pink Lady, la tentation (Delbard), la honey crunch, la cameo bénéficie d'un marketing important et d'un sticker d'identification.